# Plazuela de Belén (Jerez de la Frontera)

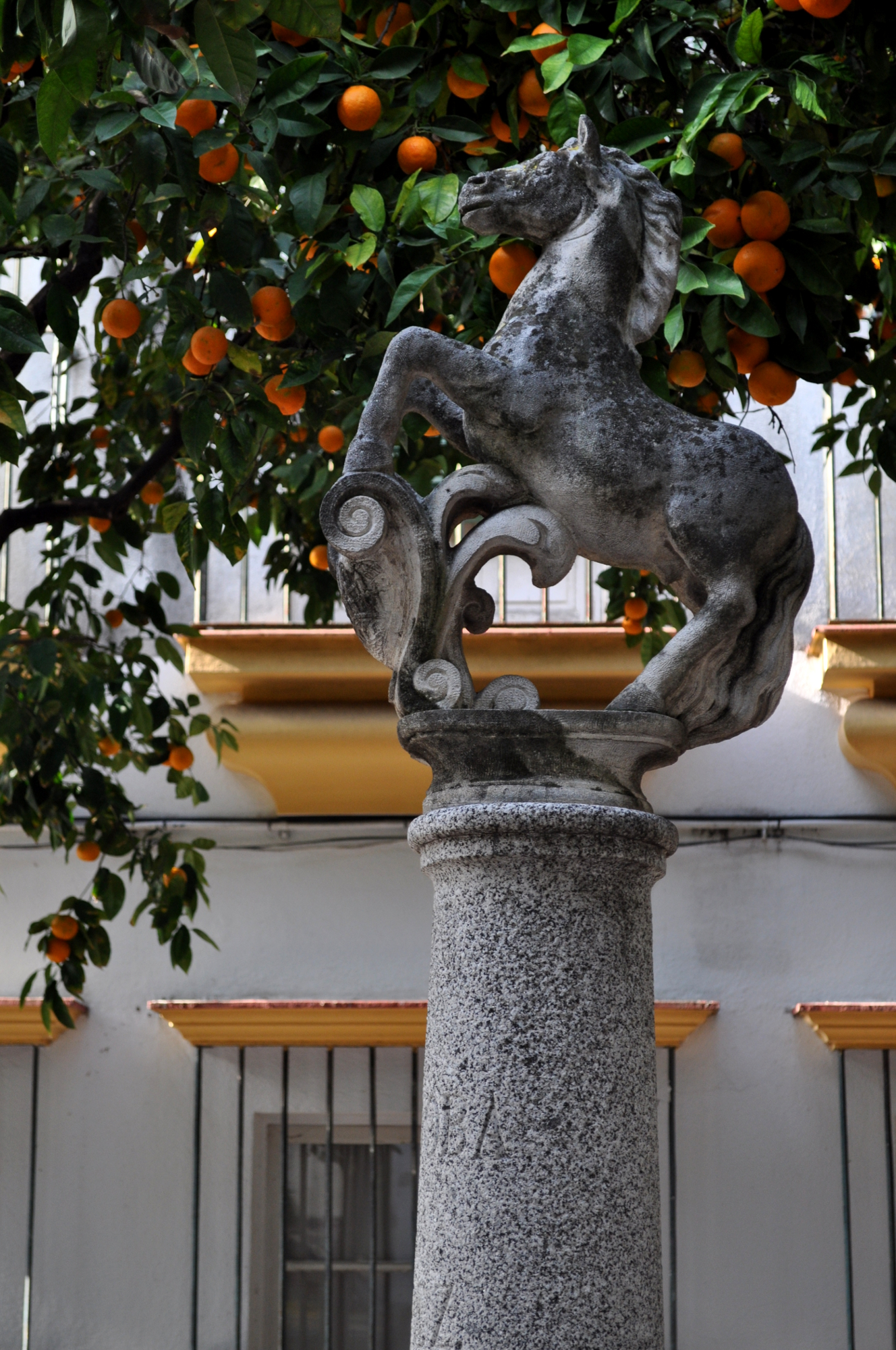
Monumento de Córdoba a Jerez

La plazuela de Belén, también conocida como plazuela de Córdoba, es una plaza intramuros situada en Jerez de la Frontera (Andalucía, España). 
El nombre de “Belén” se debe a ser un ensanche de la calle Belén el cual forma una pequeña plazuela arbolada.
Destaca por el monumento que la ciudad de Córdoba dedicó a la ciudad de Jerez. Junto a él, posteriormente, también se ubicó un monolito de la Asociación de Belenistas de Jerez.

## Monumento de Córdoba a Jerez
Cuando Alfonso X incorporó la ciudad al Reino de Castilla por Alfonso X, dejó una población mudéjar en la ciudad. Posteriormente esta se rebeló, ocupando el Alcázar. En 1264, los caballeros cristianos de Córdoba acudieron en auxilio de las huestes cristianas de la ciudad, para la incorporación definitiva de la ciudad a Castilla.
Para la conmemoración de este vínculo, la ciudad de Córdoba regaló 700 años después, en 1964, un monumento ecuestre réplica del que se encuentra en la plaza del Potro, sobre una columna en la que se inscribe la leyenda "Córdoba a Jerez 1964"